# Давид Гета
Пиер Давид Гета (на френски: Pierre David Guetta) е френски диджей, роден в Париж на 7 ноември 1967 година.
Кариерата на Давид като диджей започва в клубовете на Париж още в средата на 1980-те, когато постепенно се ориентира към есид хауса и хип-хопа. С парчето си от 1994 „Up & Away“, с вокалите на Робърт Оуенс, той е считан за пионера на френския хаус. Това му създава име в парижките музикални среди и в средата на 90-те се превръща в един от най-популярните и търсени клубни диджеи.
През 2002 г. той се завръща към своята първа страст – създаването на музика, с което се сдобива със световна слава. Малко след излизането си песента „Just a Little More Love“ го изстрелва по върховете на класациите. Поради големия успех на това електро-фънк-хаус парче с вокалите на Крис Уилс, Гета подписва договор с Virgin. През юни същата година излиза и албумът „Just a Little More Love“, който продава 200 000 копия във Франция. Следващият сингъл „Love Don't Let Me Go“ отново се радва на голяма популярност.
През 2003 г. излиза първият му албум с ремикси, вдъхновен от партитата в Ибиса, столицата на електронната музика – „Fuck Me I'm Famous“. През 2005 г. и 2006 г. излизат следващите две части на албума.
Вторият му негов албум се казва Guetta Blaster, в който е включено и парчето „In Love With Myself“. Като сингъл излиза и „Stay“ – тотален клубен хит.
През 2005 г. излиза „The World Is Mine“, която моментално се изстрелва на #1 във всички европейски класации за клубна и денс музика.

## Дискография

### Студийни албуми
- Just a Little More Love (2002)
- Guetta Blaster (2004)
- Pop Life (2007)
- One Love (2009)
- Nothing but the Beat (2011)
- Listen (2014)
- 7 (2018)

### Компилации
- 2003 Fuck me, I'm famous
- 2005 Fuck me, I'm famous Vol. 2
- 2006 Fuck me, I'm famous Vol. 3
- 2008 Fuck Me I'm Famous Vol. 4 (2008)
- 2010 Fuck Me I'm Famous Vol. 5

### Бокс сетове
- Pop Life / Guetta Blaster (2009)
- Just a Little More Love / Pop Life (2011)
- Original Album Series (2014)

### EP
- iTunes Festival: London 2009 (2009)
- iTunes Festival: London 2012 (2012)
- Lovers on the Sun (2014)
- New Rave (with Morten) (2020)

### Сингли
- 2001 Just a little more love
- 2002 Love Don't Let me Go
- 2002 People come people go
- 2002 Distorsion
- 2003 Give me something
- 2003 Just for one day (Heroes)
- 2004 Money
- 2004 Stay
- 2004 Stay/Money
- 2005 The World Is Mine
- 2005 In Love With Myself
- 2006 Time
- 2006 Get Up
- 2006 Love Don't Let Me Go / Walking Away (vs. The Egg)
- 2007 Love Is Gone
- 2007 Baby When The Light
- 2008 Delirious
- 2008 Tomorrow Can Wait
- 2009 When love takes over
- 2009 Sexy bitch
- 2009 One love
- 2010 David Guetta с участието на Kid Cudi – Memories
- 2010 David Guetta с участието на Kelly Rowland – Commander
- 2010 David Guetta с участието на Flo Rida – Club can't handle me
- 2011 David Guetta – Where Them Girls At с участието на Nicki Minaj, Flo Rida
- 2011 David Guetta – Titanium С участието на sia
- 2011 David Guetta с участието на Taio Cruz & Ludacris – Little Bad Girl
- 2012 David Guetta с участието на Nicki Minaj – Turn Me On
- 2012 David Guetta с участието на Jessie J – Laserlight
- 2012 David Guetta с участието на Chris Brown, Lil Wayne – I Can Only Imagine
- 2012 David Guetta с участието на Sia – She wolf (Falling to pieces)

#### Награди
2006
- Номинация за най-добър хаус DJ

2007
- DJ № 10 в света според DJMag Top 100
- Най-добър интернационален DJ
- Най-добра нощ в Ибиза – Fuck Me I'm Famous
- Най-многобройни продажби
- Номинация за наградите TMF, Белгия – Най-добри денс хитове

2008
- DJ № 5 в света според DJMag Top 100
- Номинация на Европейските музикални награди на MTV – Най-добър френски изпълнител

2009
- DJ № 3 в света според DJMag Top 100

2010
- DJ № 2 в света според DJMag Top 100

2011
- Обявен за DJ № 1 в света според DJMag Top 100[2]

#### Класации на синглите
| Издаден | Име                                 | От албум                           | Позиция в класациите | Позиция в класациите | Позиция в класациите | Позиция в класациите | Позиция в класациите | Позиция в класациите | Позиция в класациите | Позиция в класациите |
| Издаден | Име                                 | От албум                           | Свят                 | Европа               | BG                   | USA                  | UK                   | AUS                  | GER                  | FRA                  |
| ------- | ----------------------------------- | ---------------------------------- | -------------------- | -------------------- | -------------------- | -------------------- | -------------------- | -------------------- | -------------------- | -------------------- |
| 2001    | Just A Little More Love             | Just A Little More Love            | —                    | —                    | —                    | —                    | —                    | —                    | —                    | 29                   |
| 2002    | Love Don't Let Me Go                | Just A Little More Love            | 36                   | —                    | —                    | —                    | —                    | —                    | —                    | 4                    |
| 2002    | People Come, People Go              | Just A Little More Love            | —                    | —                    | —                    | —                    | —                    | —                    | —                    | 42                   |
| 2003    | Give me something                   | Just A Little More Love            | —                    | —                    | —                    | —                    | —                    | —                    | —                    | —                    |
| 2003    | Just For One Day (Heroes)           | Fuck me I'm famous !               | —                    | —                    | —                    | —                    | 73                   | —                    | —                    | 54                   |
| 2004    | Money                               | Guetta Blaster                     | —                    | —                    | —                    | —                    | —                    | —                    | —                    | 63                   |
| 2004    | Stay                                | Guetta Blaster                     | —                    | 147                  | —                    | —                    | —                    | —                    | —                    | 18                   |
| 2004    | The World is Mine                   | Guetta Blaster                     | —                    | 49                   | —                    | —                    | 16                   | —                    | —                    | 16                   |
| 2006    | Love Don't Let Me Go (Walking Away) | Fuck me I'm famous ! International | 37                   | 10                   | —                    | —                    | 3                    | —                    | 50                   | 11                   |
| 2007    | Love Is Gone                        | Pop Life                           | 34                   | 6                    | 6                    | 98                   | 9                    | —                    | —                    | 3                    |
| 2007    | Baby When The Light                 | Pop Life                           | —                    | 19                   | 1                    | —                    | 55                   | —                    | 59                   | 6                    |
| 2008    | Delirious                           | Pop Life                           | —                    | 67                   | 7                    | —                    | —                    | —                    | 59                   | 16                   |
|         | Общ брой сингли номер едно          |                                    | —                    | —                    | 1                    | —                    | —                    | —                    | —                    | —                    |
|         | Общ брой сингли в топ пет           |                                    | —                    | —                    | 1                    | —                    | 1                    | —                    | —                    | 1                    |